# Tommy Lehmann
Tommy Preben Lehmann, född 3 februari 1964 i Sundbyberg, Stockholms län, är en svensk före detta ishockeyspelare och numera affärsman. Lehmann spelade totalt 36 NHL-matcher och varit lagkapten i tre klubbar. Han var också med och tog SM-guld 1984.
Lehmans moderklubb Stocksunds IF har fostrat många spelare som tog sig till både NHL och elitserien från Stocksunds lag särskilt gruppen pojkar födda 1963 och 1964.
Tommy Lehmann var ifrån 1988 fram till 2015 gift med sportjournalisten Marie Lehmann.
Han driver i dag affären Tommy Lehmann Presentkompaniet i Enskede.